# Canton de Mèze
Le canton de Mèze est une circonscription électorale française située dans le département de l'Hérault, dans l'arrondissement de Montpellier.

## Histoire
Un nouveau découpage territorial de l'Hérault (département) entre en vigueur à l'occasion des élections départementales de 2015. Il est défini par le décret du 26 février 2014, en application des lois du 17 mai 2013 (loi organique 2013-402 et loi 2013-403). Les conseillers départementaux sont, à compter de ces élections, élus au scrutin majoritaire binominal mixte. Les électeurs de chaque canton élisent au Conseil départemental, nouvelle appellation du Conseil général, deux membres de sexe différent, qui se présentent en binôme de candidats. Les conseillers départementaux sont élus pour 6 ans au scrutin binominal majoritaire à deux tours, l'accès au second tour nécessitant 12,5 % des inscrits au 1er tour. En outre la totalité des conseillers départementaux est renouvelée. Ce nouveau mode de scrutin nécessite un redécoupage des cantons dont le nombre est divisé par deux avec arrondi à l'unité impaire supérieure si ce nombre n'est pas entier impair, assorti de conditions de seuils minimaux. Dans l'Hérault, le nombre de cantons passe ainsi de 49 à 25.
À la suite du redécoupage cantonal de 2014, les limites territoriales du canton sont remaniées. Le nombre de communes du canton passe de 7 à 18.

## Représentation

### Conseillers généraux de 1833 à 2015
| Période | Période      | Identité                                  | Étiquette                                     | Qualité |
| ------- | ------------ | ----------------------------------------- | --------------------------------------------- | --- |
| 1833    | 1838         | Gustave Michel Etienne Privat (1797-1873) |                                               | Négociant à Mèze |
| 1838    |              |                                           |                                               | Propriétaire et médecin à Poussan |
|         |              | Timoléon Brun                             |                                               | Propriétaire, adjoint au Maire de Montpellier |
| 1864    | 1871         | Gustave Privat                            |                                               | Propriétaire, maire de Mèze (1865-1870) |
| 1871    | 1906 (décès) | Antonin Bouliech                          | Républicain Rad.                              | Maire de Mèze (1870-1874) |
| 1906    | 1907 (décès) | Charles Bouliech (fils du précédent)      | Rad.                                          | Propriétaire négociant à Mèze |
| 1907    | 1913         | Baptiste Guitard                          | Républicain Socialiste défense viticole       | Maire de Mèze (1904-1912) |
| 1913    | 1925         | Paul Entéric                              | Rad.                                          | Maire de Mèze (1912-1921) |
| 1925    | 1937         | Méril Poujade                             | Rad.                                          | Maire de Mèze (1925-1941) |
| 1937    | 1940         | Henri Bessède                             | SFIO                                          | Propriétaire exploitant, viticulteur |
|         |              |                                           |                                               | |
| 1942    | 1945         | Thomas Bessière (1893-1954)               |                                               | Négociant en vins Maire de Mèze (1941-1944) Nommé conseiller départemental en 1942 |
|         |              |                                           |                                               | |
| 1945    | 1951         | Henri Bessède                             | SFIO                                          | Maire de Mèze (1944-1947) |
| 1951    | 1972 (décès) | André Montet                              | Rad.                                          | Maire de Mèze (1947-1971) |
| 1972    | 2001         | Yves Piétrasanta                          | Rad. puis MRG puis PRG puis GE puis Les Verts | Professeur à l'École supérieure de chimie de Montpellier Député européen (1999-2004) Maire de Mèze (1977-2001) 1er adjoint au maire de Mèze (2001-2018) Conseiller municipal de Mèze (1971-1977 et 2018-2019) Conseiller régional (1986-1998 et 2004-2015) Président du Syndicat intercommunal du nord du bassin de Thau (1977-2001) Président de la Communauté de communes du Nord du Bassin de Thau (2001-2017) Vice-président du conseil régional (2010-2015) |
| 2001    | 2015         | Christophe Morgo                          | CPNT puis DVG                                 | Agent hospitalier Conseiller municipal de Poussan (1995-2008) Maire de Villeveyrac depuis 2014 |

### Conseillers d'arrondissement (de 1833 à 1940)
| Période | Période      | Identité                                 | Étiquette   | Qualité |
| ------- | ------------ | ---------------------------------------- | ----------- | --- |
| 1833    | 1839         | Jean François Sauvaire (1789-1872)       |             | Médecin à Poussan                                                                                           |
| 1839    | 1848         | M. Borie                                 |             | Suppléant du juge de paix à Mèze                                                                            |
| 1848    | 1871         | Georges François Bouliech                |             | Maire de Mèze                                                                                               |
| 1871    | 1892         | Marius-Pierre Anterrieu (décédé en 1896) | Républicain | Maire de Gigean                                                                                             |
| 1892    | 1894 (décès) | Narcisse Babau                           |             | Propriétaire à Villeveyrac                                                                                  |
| 1894    | 1904         | Jean-Jacques Estanier                    | Radical     | Propriétaire, maire de Montbazin                                                                            |
| 1904    | 1910         | Édouard Cavalier (1875-1927)             | SFIO        | Instituteur à Balaruc-les-Bains                                                                             |
| 1910    | 1919         | Hippolyte Arnaud                         | USR         | Maire de Montbazin                                                                                          |
| 1919    | 1928         | Ange Calmels                             | SFIO        | Propriétaire à Villeveyrac                                                                                  |
| 1928    | 1934         | Henri Séguy                              | SFIO        | Maire de Poussan                                                                                            |
| 1934    | 1940         | Vincent Icart                            | Radical     | Herboriste à Mèze                                                                                           |
| 1940    |              |                                          |             | Les conseils d'arrondissement ont été suspendus par la loi du 12 octobre 1940 et n'ont jamais été réactivés |

### Conseillers départementaux à partir de 2015
| Période élective | Période élective | Mandat | Mandat   | Identité         | Nuance | Nuance | Qualité                                                                                   |
| ---------------- | ---------------- | ------ | -------- | ---------------- | ------ | ------ | ----------------------------------------------------------------------------------------- |
| 2015             | 2021             | 2015   | 2021     | Audrey Imbert    |        | DVG    | Exploitante agricole (Conchylicultrice) à Mèze Conseillère municipale de Mèze (2020-2021) |
| 2015             | 2021             | 2015   | 2021     | Christophe Morgo |        | DVG    | Maire de Villeveyrac depuis 2014 Vice-président du Conseil départemental de l'Hérault     |
| 2021             | 2028             | 2021   | en cours | Audrey Imbert    |        | PS     | Exploitante agricole (Conchylicultrice) 2ème adjointe au maire de Mèze depuis 2021        |
| 2021             | 2028             | 2021   | en cours | Christophe Morgo |        | PS     | Maire de Villeveyrac 5ème Vice-président délégué à l'environnement                        |

### Résultats détaillés

#### Élections de mars 2015
À l'issue du 1er tour des élections départementales de 2015, deux binômes sont en ballottage : Liliane Mougin et Jean-Paul Paturel (FN, 32,95 %) et Audrey Imbert et Christophe Morgo (DVG, 27,48 %). Le taux de participation est de 53,89 % (16 472 votants sur 30 564 inscrits) contre 51,87 % au niveau départemental et 50,17 % au niveau national.
Au second tour, Audrey Imbert et Christophe Morgo (DVG) sont élus avec 60,55 % des suffrages exprimés et un taux de participation de 56,37 % (9 817 voix pour 17 228 votants et 30 565 inscrits).

#### Élections de juin 2021
Le premier tour des élections départementales de 2021 est marqué par un très faible taux de participation (33,26 % au niveau national). Dans le canton de Mèze, ce taux de participation est de 35,61 % (11 388 votants sur 31 976 inscrits) contre 33,27 % au niveau départemental. À l'issue de ce premier tour, deux binômes sont en ballottage : Audrey Imbert et Christophe Morgo (PS, 59,62 %) et Cedric Delapierre et Laetitia Teyssot (RN, 29,43 %).
Le second tour des élections est marqué une nouvelle fois par une abstention massive équivalente au premier tour. Les taux de participation sont de 34,36 % au niveau national, 34,7 % dans le département et 37,12 % dans le canton de Mèze. Audrey Imbert et Christophe Morgo (PS) sont élus avec 69,48 % des suffrages exprimés (7 920 voix pour 11 870 votants et 31 976 inscrits),,.

## Composition

### Composition avant 2015
Avant le redécoupage cantonal de 2014, l'ancien canton de Mèze regroupait sept communes.
| Nom              | Code Insee | Codepostal | Superficie (km2) | Population (dernière pop. légale) | Densité (hab./km2) |
| ---------------- | ---------- | ---------- | ---------------- | --------------------------------- | ------------------ |
| Mèze (chef-lieu) | 34157      | 34140      | 34,59            | 10 917 (2012)                     | 316                |
| Bouzigues        | 34039      | 34140      | 3,05             | 1 724 (2012)                      | 565                |
| Gigean           | 34113      | 34770      | 16,56            | 5 957 (2012)                      | 360                |
| Loupian          | 34143      | 34140      | 16,00            | 2 141 (2012)                      | 134                |
| Montbazin        | 34165      | 34560      | 21,13            | 2 927 (2012)                      | 139                |
| Poussan          | 34213      | 34560      | 30,08            | 5 811 (2012)                      | 193                |
| Villeveyrac      | 34341      | 34560      | 37,12            | 3 536 (2012)                      | 95                 |

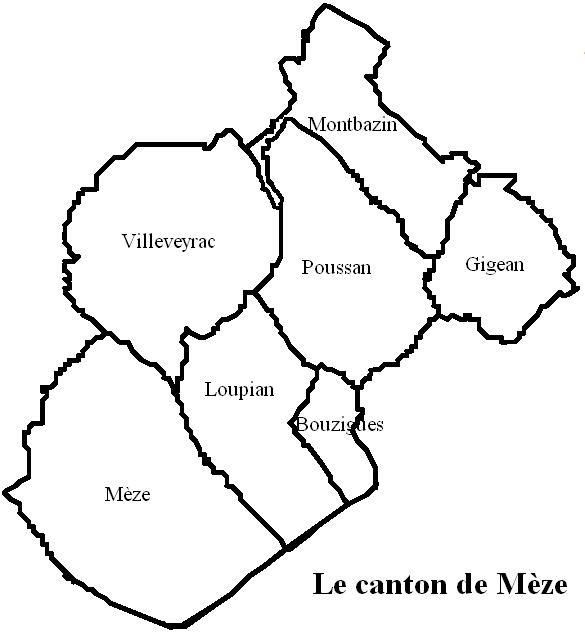
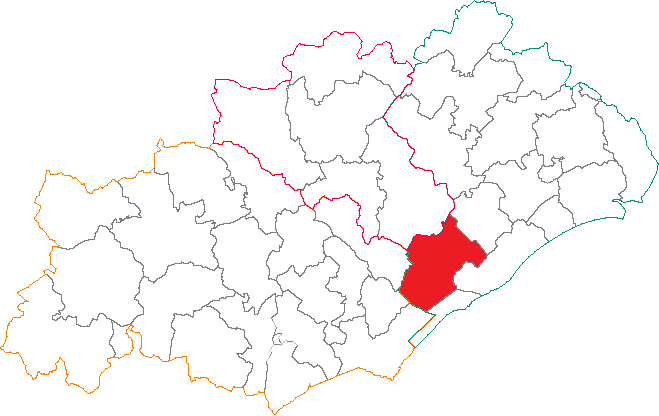
Situation du canton de Mèze dans le département de l'Hérault avant 2015.

### Composition depuis 2015
Le nouveau canton de Mèze est composé de dix-huit communes entières.
| Nom                          | Code Insee | Intercommunalité               | Superficie (km2) | Population (dernière pop. légale) | Densité (hab./km2) | Modifier                                    |
| ---------------------------- | ---------- | ------------------------------ | ---------------- | --------------------------------- | ------------------ | ------------------------------------------- |
| Mèze (bureau centralisateur) | 34157      | CA Sète Agglopôle Méditerranée | 34,59            | 12 711 (2022)                     | 367                | modifier les données · modifier les données |
| Adissan                      | 34002      | CA Hérault Méditerranée        | 4,46             | 1 347 (2022)                      | 302                | modifier les données · modifier les données |
| Aumes                        | 34017      | CA Hérault Méditerranée        | 7,39             | 502 (2022)                        | 68                 | modifier les données · modifier les données |
| Bouzigues                    | 34039      | CA Sète Agglopôle Méditerranée | 3,05             | 1 613 (2022)                      | 529                | modifier les données · modifier les données |
| Cabrières                    | 34045      | CC du Clermontais              | 29,02            | 556 (2022)                        | 19                 | modifier les données · modifier les données |
| Cazouls-d'Hérault            | 34068      | CA Hérault Méditerranée        | 4,39             | 413 (2022)                        | 94                 | modifier les données · modifier les données |
| Fontès                       | 34103      | CC du Clermontais              | 17,70            | 1 059 (2022)                      | 60                 | modifier les données · modifier les données |
| Lézignan-la-Cèbe             | 34136      | CA Hérault Méditerranée        | 6,13             | 1 569 (2022)                      | 256                | modifier les données · modifier les données |
| Lieuran-Cabrières            | 34138      | CC du Clermontais              | 6,13             | 338 (2022)                        | 55                 | modifier les données · modifier les données |
| Loupian                      | 34143      | CA Sète Agglopôle Méditerranée | 16,00            | 2 179 (2022)                      | 136                | modifier les données · modifier les données |
| Montagnac                    | 34162      | CA Hérault Méditerranée        | 39,81            | 4 465 (2022)                      | 112                | modifier les données · modifier les données |
| Montbazin                    | 34165      | CA Sète Agglopôle Méditerranée | 21,13            | 2 903 (2022)                      | 137                | modifier les données · modifier les données |
| Nizas                        | 34184      | CA Hérault Méditerranée        | 8,53             | 661 (2022)                        | 77                 | modifier les données · modifier les données |
| Péret                        | 34197      | CC du Clermontais              | 10,97            | 1 131 (2022)                      | 103                | modifier les données · modifier les données |
| Poussan                      | 34213      | CA Sète Agglopôle Méditerranée | 30,08            | 6 540 (2022)                      | 217                | modifier les données · modifier les données |
| Saint-Pons-de-Mauchiens      | 34285      | CA Hérault Méditerranée        | 13,58            | 641 (2022)                        | 47                 | modifier les données · modifier les données |
| Usclas-d'Hérault             | 34315      | CC du Clermontais              | 2,82             | 438 (2022)                        | 155                | modifier les données · modifier les données |
| Villeveyrac                  | 34341      | CA Sète Agglopôle Méditerranée | 37,12            | 3 953 (2022)                      | 106                | modifier les données · modifier les données |
| Canton de Mèze               | 3414       |                                | 292,90           | 43 019 (2022)                     | 147                | modifier les données                        |

## Démographie

### Démographie avant 2015
| 1962   | 1968   | 1975   | 1982   | 1990   | 1999   | 2006   | 2011   | 2012   |
| ------ | ------ | ------ | ------ | ------ | ------ | ------ | ------ | ------ |
| 12 172 | 13 127 | 14 311 | 15 612 | 18 636 | 22 342 | 28 549 | 32 365 | 33 013 |

### Démographie depuis 2015
En 2022, le canton comptait 43 019 habitants, en évolution de +5,96 % par rapport à 2016 (Hérault : +7,49 %, France hors Mayotte : +2,11 %).
| 2013   | 2018   | 2022   |
| ------ | ------ | ------ |
| 38 706 | 41 243 | 43 019 |

## Galerie photographique

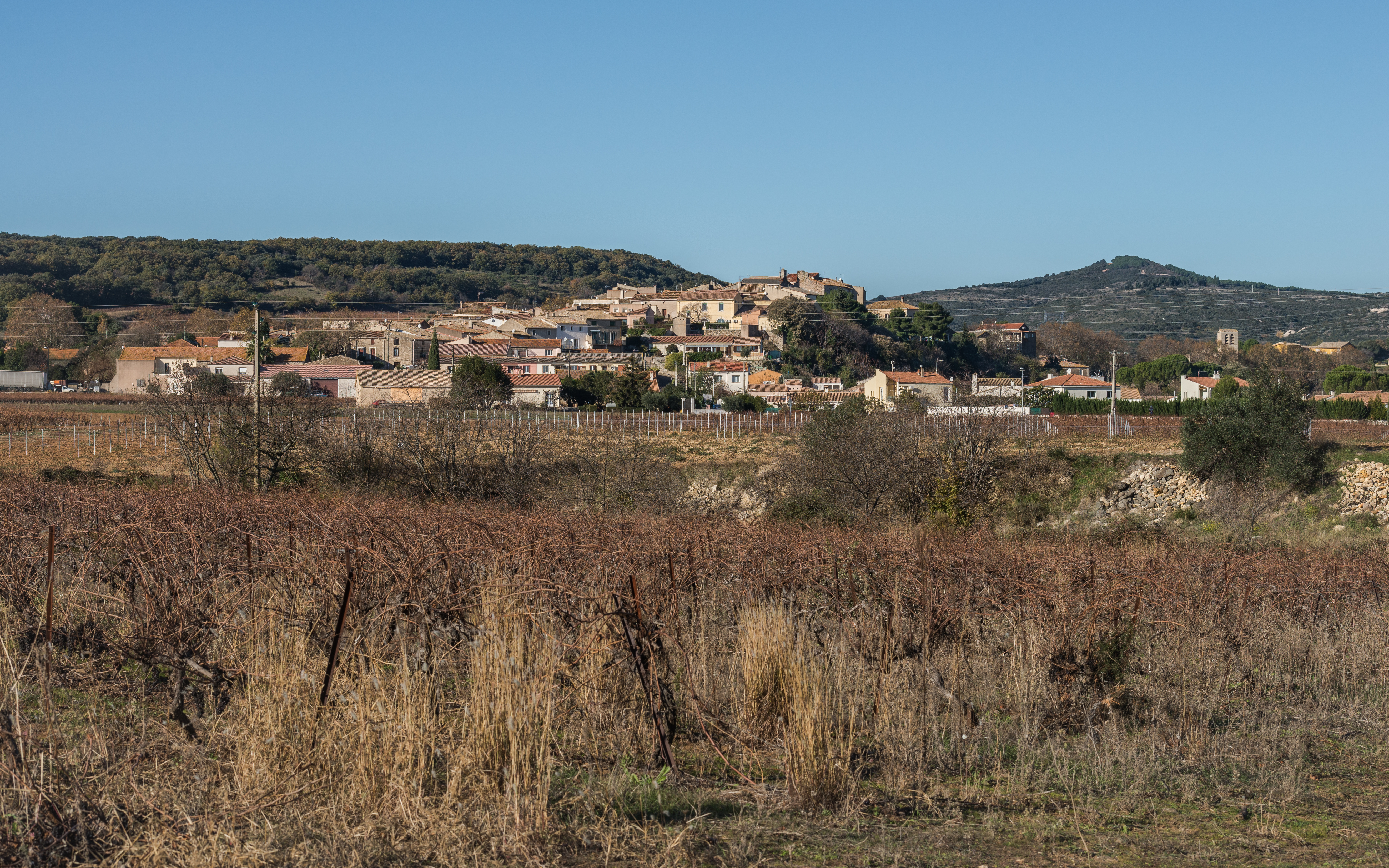
Vue générale de Fontès.
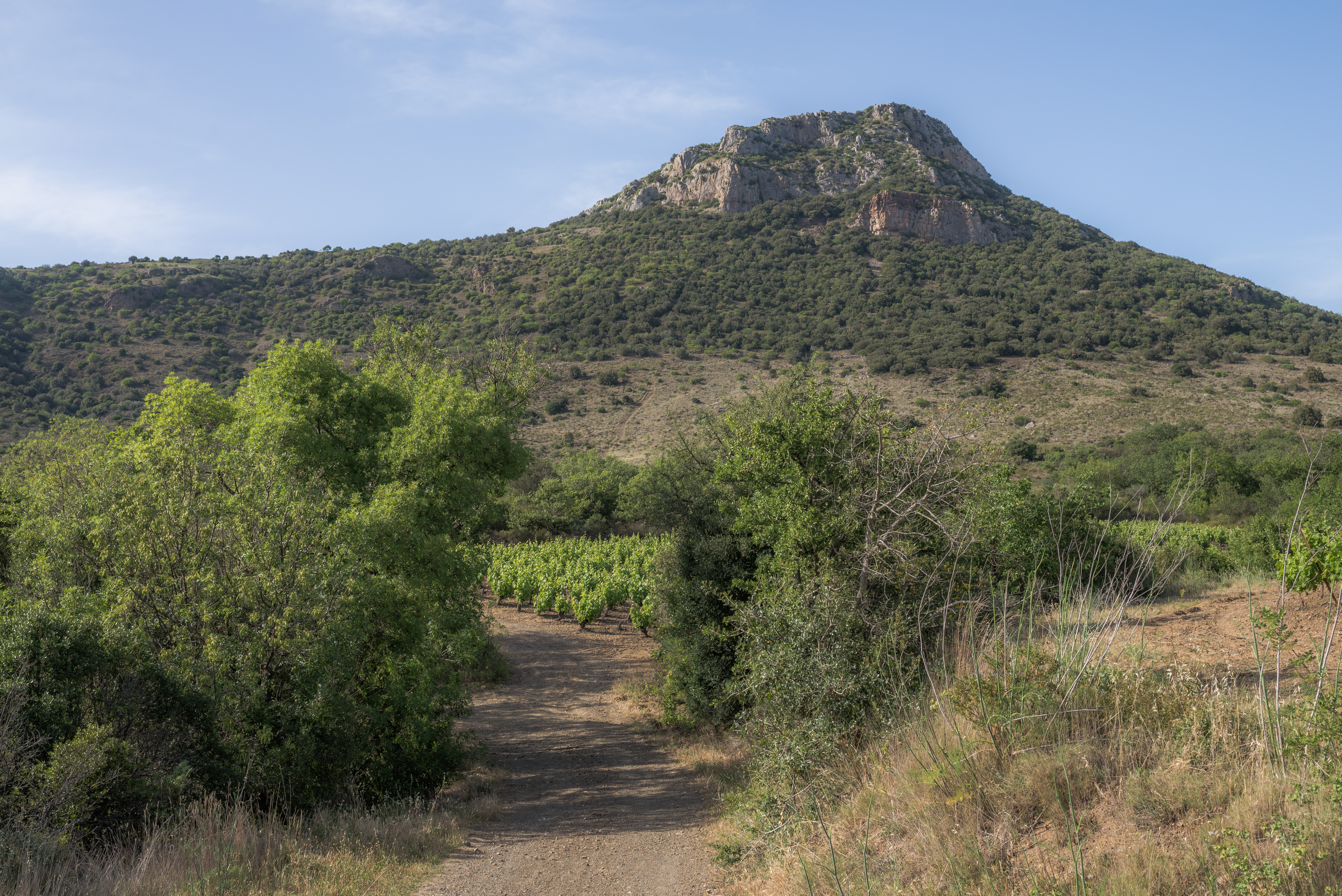
Un chemin, des vignes et le Pic de Vissou (480 m) à Cabrières.
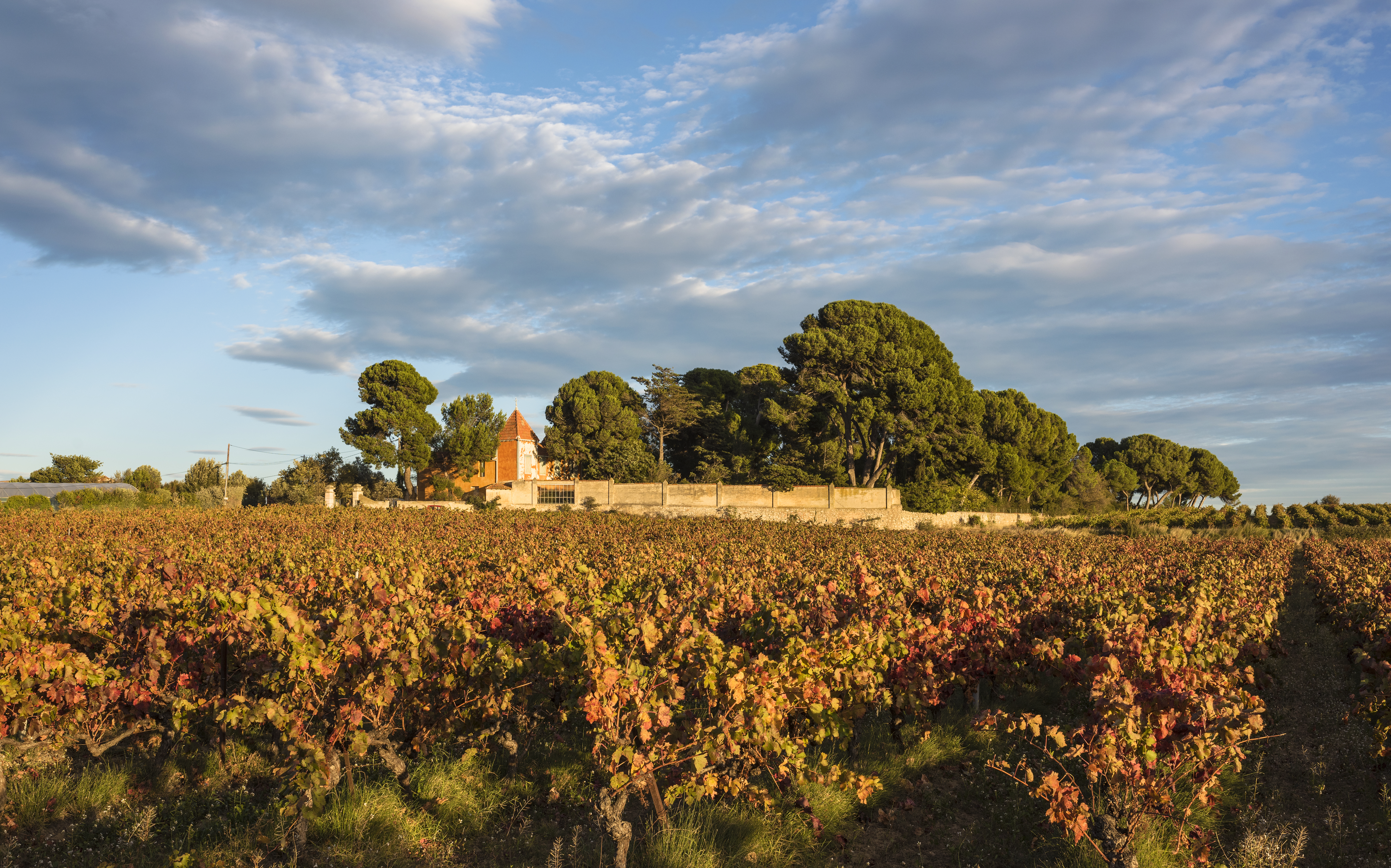
Le lieu-dit « Saint-Félix » à Loupian.
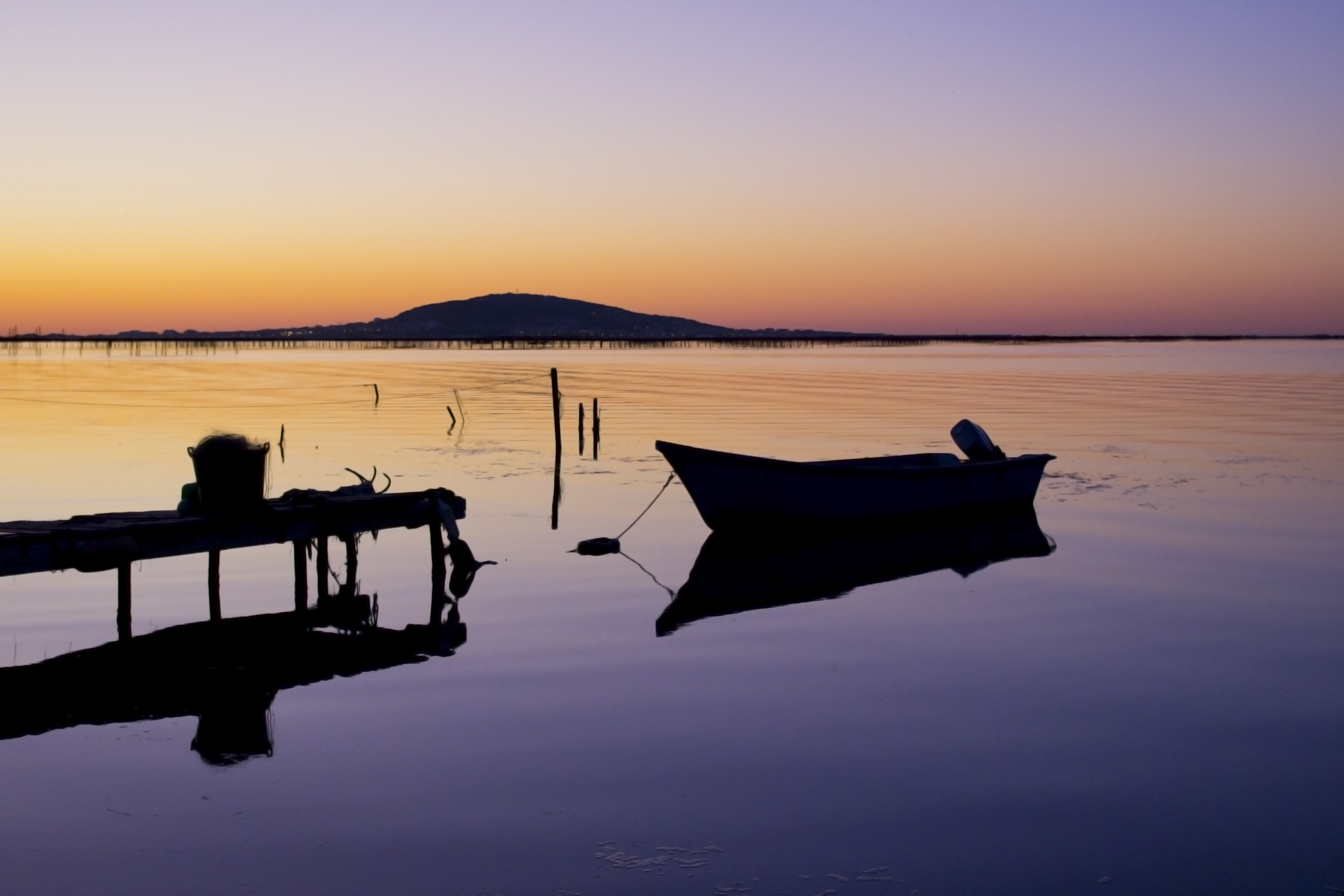
Les pontons des Amoutous à Mèze.
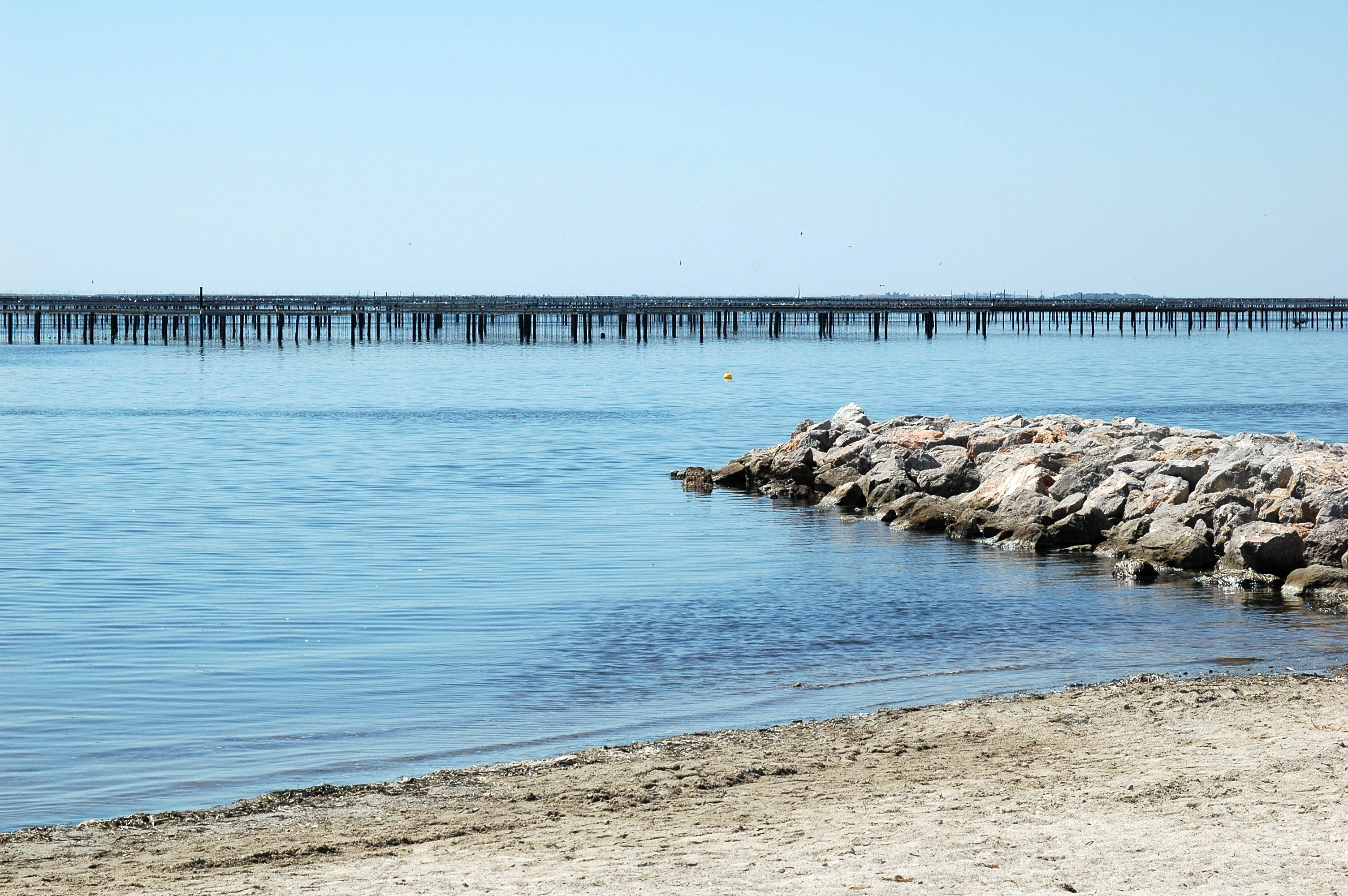
Bouzigues, parcs à huitres dans l'étang de Thau.
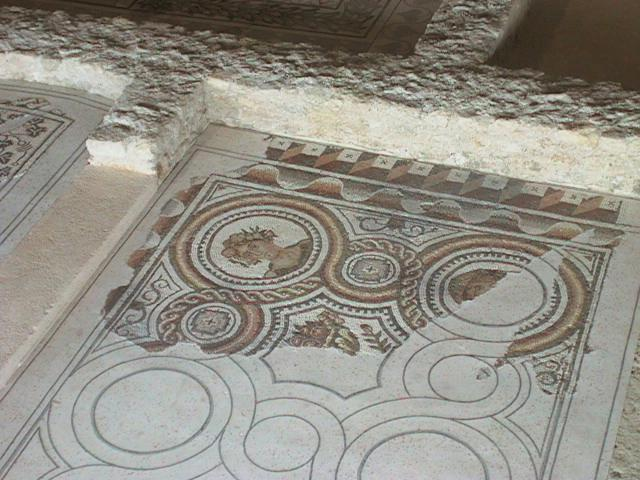
Mosaïque de la villa Gallo-romaine de Loupian.